# Pla de Cunco
El Pla de Cunco és una plana de muntanya del terme municipal de Tremp, dins de l'antic terme ribagorçà d'Espluga de Serra, al Pallars Jussà.
Està situada en el sector nord-occidental del terme municipal, a tocar del terme amb Sopeira. És al nord de l'antic poble de Llastarri, al nord-est de Sopeira. Al seu extrem de ponent hi ha la Roca de Cunco, per on passa el termenal entre aquests dos municipis i, per tant, la línia administrativa que separa l'Aragó de Catalunya.
És a l'esquerra del barranc del Canarill, en el que havia estat límit del poble de Casterner de les Olles, que queda al nord-oest del Pla del Cunco.